# Oakes (Dacota do Norte)
Oakes é uma cidade localizada no estado norte-americano de Dacota do Norte, no Condado de Dickey.

## Demografia
Segundo o censo norte-americano de 2000, a sua população era de 1979 habitantes.
Em 2006, foi estimada uma população de 1819, um decréscimo de 160 (-8.1%).

## Geografia
De acordo com o United States Census Bureau tem uma área de
4,3 km², dos quais 4,3 km² cobertos por terra e 0,0 km² cobertos por água. Oakes localiza-se a aproximadamente 400 m acima do nível do mar.

## Localidades na vizinhança
O diagrama seguinte representa as localidades num raio de 32 km ao redor de Oakes.